# 金田起义

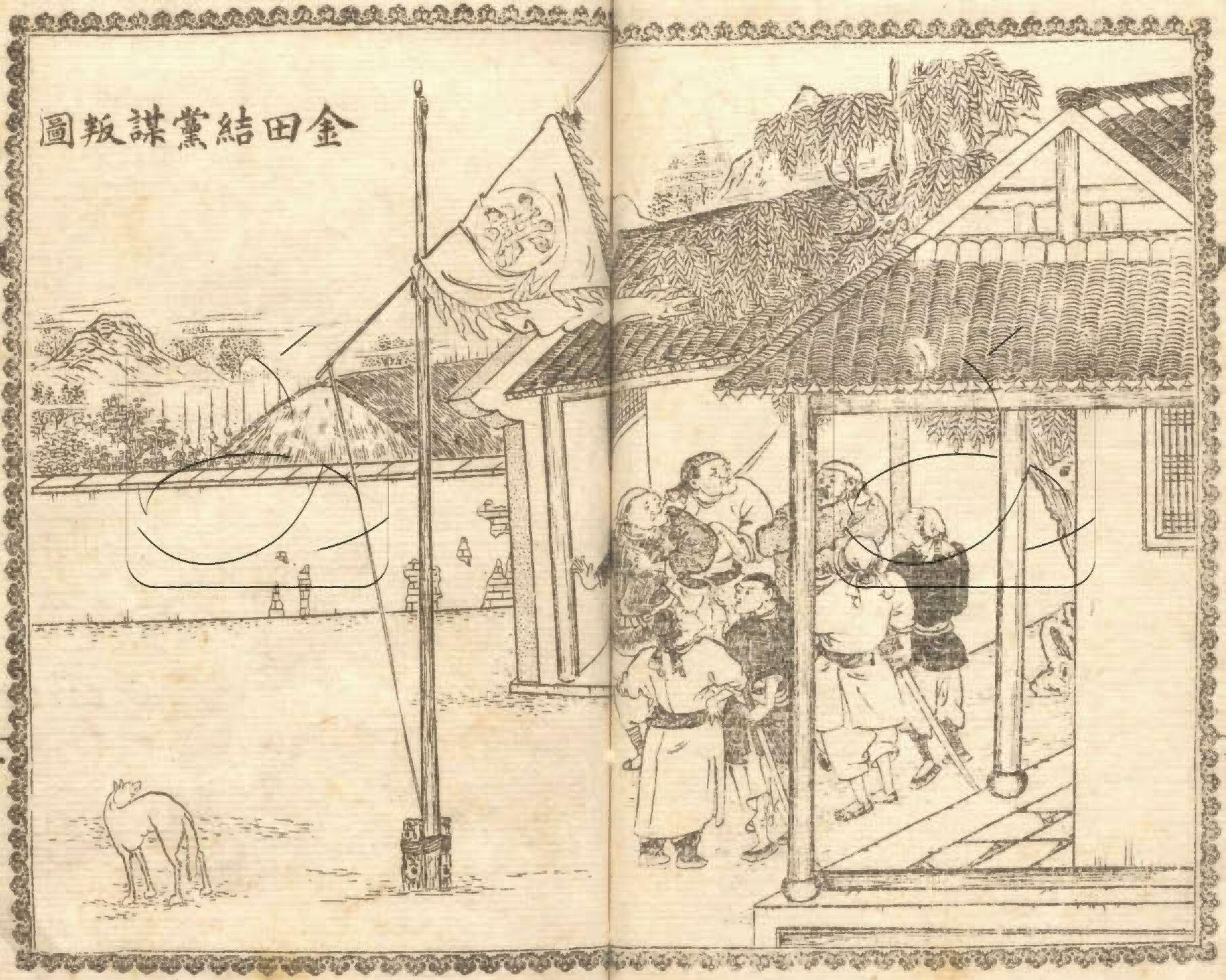
清末畫家吳嘉猷繪《金田結黨謀叛圖》

金田起义，或称金田倡乱，是太平天国领袖洪秀全领导的广西桂平武装起事。

## 经过
道光二十三年（1843年），洪秀全同冯云山、洪仁玕在广东花县首创拜上帝教，次年春入广西传教，积极宣传组织农民群众。随后，洪秀全回广东家乡从事宗教理论创作，冯云山则留广西深入紫荆山地区，宣传组织群众，建立拜上帝会，吸收杨秀清、萧朝贵等人，形成起义领导核心。1849年前后，广西连年闹灾，饥民遍地，天地会纷纷起义，举行起义的时机已经成熟。1850年7月，洪秀全起事，各地会员立即到广西桂平县金田村集合，号称“团营”，达两万人。遂按军制把前来团营群众组织起来，实行男女别营，进行军事训练，准备武装起义。不久，在思旺圩和蔡江村，先后击溃前来镇压团营的清军。
在1851年1月11日洪秀全生日这一天，拜上帝会众在金田村“恭祝万寿”起义，建号“太平天国”，颁军纪五条：
- 遵条令；
- 别男行女行；
- 秋毫莫犯；
- 公心和傩；
- 同心合力，不得临阵退缩。

全体将士蓄发易服，头裹红巾，13日东出大湟江口，开始了當時中國规模空前的太平天國起義。

## 纪念

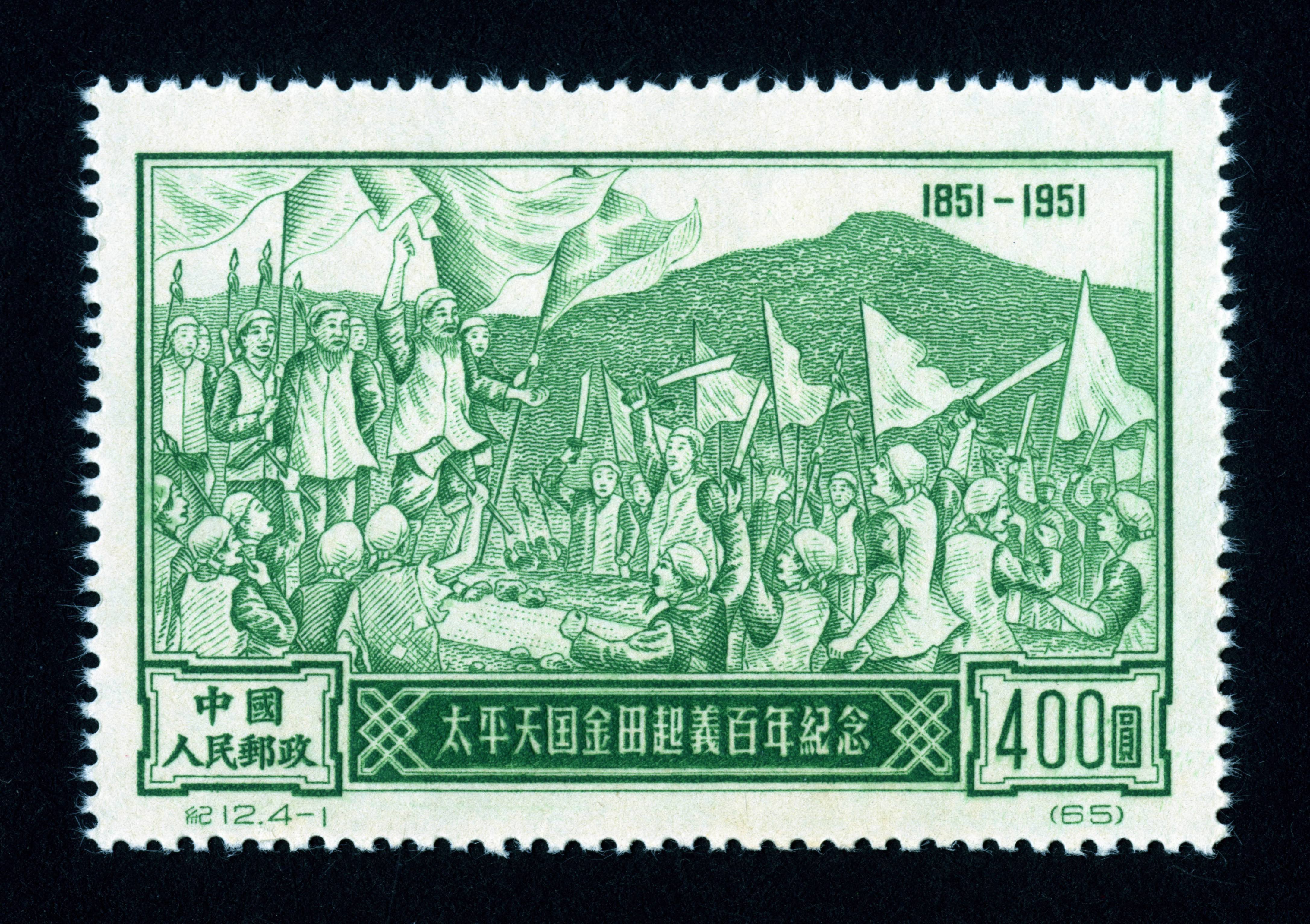
1951年发行的《太平天国金田起义百年纪念》邮票

時至今日，在北京天安門廣場人民英雄紀念碑的第二幅浮雕，紀錄了起義的經過。金田起义地址在1961年3月4日，由中华人民共和国国务院公布为第一批全国重点文物保护单位。